# Нови Козјак
Нови Козјак је село у општини Алибунар, у јужнобанатском округу. Простире се на североисточном делу обода Делиблатске пешчаре. Лежи на 45°11’ северне географске ширине и на 20°51’ источне географске дужине, на надморској висини од 87-89 метара. Према попису из 2022. било је 482 становника, што је пад од око 25% у односу на претходни попис из 2011. године.

## Назив села
Прво име села је било Фердинандсдорф (Ferdinandsdorf — Фердинандово село), у част тадашњег цара Фердинанда. Касније, после револуције из 1848, назив бива мађаризован у Ferdinandfalva. Ово се име одржало све до 1918, када добија назив Фердин. У народу је распрострањено мишљење да је име села у вези са коњима, њиховим узгојем на пустари коју су населили, јер немачка реч "Pferd" (или Ferd) то означава. Овај назив је село носило до 1947. (мада га становници и данас често користе), када је, на предлог Народног одбора, у знак сећања на револуционарне догађаје на планини Козјак у Македонији и на истоимено спаљено село у подножју планине, промењено у Козјак, а 1951. у данашњи облик Нови Козјак.

## Постанак насеља
Почетком XIX века, за време владавине Фердинанда Великог, са десне обале канала Марије Терезије, поступање племића је било такво да је достигло врхунац незадовољства код народа. Међу исељеницима се појавио покрет за исељавање у Војну границу, где је војна служба била блажа, а кулука није било. Граничарска штација у Фердину је ушла у састав банатске војне границе. Компанијска команда је била у Иланџи, као део 14. пешадијског пука са седиштем у Вршцу.
Највећа група ових незадовољника се налазила 1815. године у селу Долцу у Тамишкој жупанији. На њиховом челу се налазио поп-Вука Лалић, којем је у сврху насељавања додељен атар данашњег Новог Козјака. Званично је основано насеље Фердинсдорф 1817. године, по династу. Код Лалића је очувано предање да су се они доселили из Долца, из Далмације. Тада је цео атар био пашњак и није припадао ни једном од суседних села, јер је као ободни део пешчаре био неплодан и ни једно село га није прихватало као свој. Преко те пустаре је водио пут од Иланџе до Црепаје.
Прва и највећа група досељеника се населила 1. маја 1818. године из Долца под вођством Вуке Лалића. Основано је око 100 кућа у којима је живело између 600 и 700 становника. Из тог места донете су и црквене матичне књиге које су настављене да се воде.
Породице које потичу из Долца су: Лалић, Ковачев, Писаров, Драгој, Думитров, Војнов, Жарков, Првачки, Главаш, Недељков, Пандуров. Исте године су у село дошле и породице Николић (из Чоке), Рашков (из Рудне), Перинци и Милетини (из Иванде), Давидов (из Шенђурђа), Тодорови (из Денте), Бокшaнов (из Бокше), Грозданић, Диклић, Милутинов и Љуботинов (из села Главач у Лици), Идворски (из Идвора), Станков (из Бачке), Косанић (из Чанада). После 4-5 година доселиле су се још и породице Тома (из Калоче), Алексић (из Модоша, данас Јаша Томић). Мора се поменути још и породица Новаков. Пореклом из Босне, одакле је Новак (по коме је породица добила име Новаков) дошао у Козјак са три брата, након обрачуна са Турцима. Ове породице и даље чине око три четвртине становника села, од којих је и даље најбројнија Лалић (око половине становника).

## Историја
Општина је насељена 1. маја 1818. године за време аустријског цара - угарског краља цара Франца I.
Године 1884. у Фердину је било 1622 душе. Депопулацију је условило исељење породица у Србију, при чему су се неки као осиромашени повратили назад. По новом пребројавању крајем 1893. године забележено је 1423 православних становника.
Данас, већина становника села су Срби православци, а поред њих живе и Мађари, Словаци, Румуни и Роми.
Године 1905. Фердин је велика општина у Алибунарском срезу. Тада у њему живи 1561 становник у 259 домова. Срби доминирају, има их 1482 православне душе (или 94%) са 257 кућа. Од јавних здања у месту су српска православна црква и комунална мешовита школа. Село има све ПТТ комуникације и жељезничку станицу.
Дана 13. новембра 1918. године дошла је велика група Војвођана из Новог Сада у Београд, које је примио краљевић Александар Карађорђевић. У делегацији су били поред Јаше Томића и Богдан Дејановић парох фердински (1907-1918) и други учесници Велике скупштине у Новом Саду, на којој је усвојена одлука о припајању Војводине директно краљевини Србији.
У Фердину је била жандармеријска станица 1926. године.
Ратарско певачко-дилетантско друштво "Обилић" је формирано 1930. године. Основао га је учитељ М. Стојановић, а истакнути чланови су парох Богдан Дејановић (који је био и бански већник), богослов Петар Идворац и Лалићи - Паја и Милан - његов хоровођа.

## Црква и школа
Парохијско звање је основано 1818. година, а црквене матичне књиге се од тада воде.Старе матице су започете 1779. године и донете ту из Долца. Државни шематизам православног клира у Угарској из 1846. године, показује да су у парохији са 1285 душа, свештеници тада били, парох Пантелејмон Петровић, а његов капелан Димитрије Петровић. По званичном митрополијском попису из 1865. године, у Фердину је било 1386 православних душа - све Срба, а Румуна није било. Прва црква је изграђена одмах по оснивању насеља. Посвећена је била Св. арханђелу Гаврилу. Изграђена је од плетара на месту око 10 метара северно од данашње, која је изграђена 1853. године. Место њеног олтара је данас означено крстом у порти цркве.
Парох фердински 1831. године Пантелеј Петровић јавља се прво у свом Фердину, а затим 1836. године и у Темишвару, као претплатник књиге. То ће бити и 1846. године, али у Алибунару. Са њим се на списку јавља још неколико "првих" становника: Симеон Лалић исписани каплар и епитроп, Аћим Главаш исписани каплар, Димитрије Марковић исписани каплар и солар, Георгије Поповић граничар и магазионер. На изложби граничарских рукотворина одржаној маја 1866. године у Бечу, учествовале су жене из Фердина. Свој тепих су изложиле Тома Тина, Лалић Персида и Ковачев Персида, док је Алексић Мила показала свој узорак свиленог платна.
Православна црква фердинска је грађена 1851-1853. године, а прва литургија одржана 13. јула 1853. године. Тог дана је од тада црквена слава - Св. арханђели Михаил и Гаврил. У време градње нове цркве, свештеник је био Димитрије Петровић, који се као парох спомиње и 1868. године, са капеланом Николом Мојићем. При градњи цркве је село оскудевало у средствима, па је изграђена без олтара, који је дограђен тек 1878. Иконостас и иконе на певницама и троновима осликао је 1876. године сликар Љубомир Александровић.
По парохијском извештају администратора поп Симе Жигића из 1894. године, у месту нема парохијског дома, а има парохијска сесија земље од 34 кј. земље. Парохијски дом је изграђен тек 1912. године. Свештеник је зависио од бира (парохијала) и штоле (награде за поједине свештеничке услуге тзв. требе). Спадала је парохија (четврте класе) у протопопијат Вршачки, епархије Вршачке. Назаренску секту је покушао да оформи у Фердину, неки Словак из Падине сувачар и дунђерин који се ту населио 1889. године и мисионарио. Богдан Дејановић је био фердински парох 1906. године. Године 1905. црквена скупштина је редовна под председништвом Крсте Томе. Црква је била у лошем стању, а постоји српско православно гробље. Православна парохија је четврте платежне класе, а парох је тада поп Богдан Дејановић, родом из Земуна, који је ту већ пет година.
Српска православна школа је основана после 1817. године, и звала се "тривијална народна". Учитељ је 1830. године био Јован Дрндарски, затим Стефан Јовановић (1842-1847). Учитељ Јовановић је 1846/1847. године имао 118 ђака. Купац једне књиге 1846. године је био Георгије Бољанац "дјетоучитељ". Његов колега Васа Максимовић учитељ, набавља неку другу књигу 1855. године. Учитељ Никола Ракиџић 1871/1872. ради у школи са 103 ђака. Месеца фебруара 1883. по огласу за упражњено место учитеља у Фердину, понуда је била: основна плата 300 ф, стан и огрев. До 1890. године учитељ је био Коста Петровић, који је прешао у Мокрин. Из парохијског извештаја из 1894. године се каже месту постоји једна комунална (државна) школа са једним учитељем. Број школске деце је био 184, али је школу походило 100 деце. Постоји и недељна (пофторна) школа коју похађа 53 полазника. Та школа је од 1878. године комунална, државна, издржава је месна политичка општина. Ради у једном здању; редовну наставу прати 175 ђака, а у недељну школу иде 65 ученика старијег узраста. Учитељ је тада Коста Петровић, стручно оспособљен.

## Нови Козјак данас
Нови Козјак је данас месна заједница у оквиру општине Алибунар. У месту постоји основна школа „Милош Црњански“ у коју иду ученици од првог до четвртог разреда, док од петог разреда основну школу похађају у суседном селу Иланџа. Становништво се претежно бави пољопривредном, и то ратарством и сточарством, што је традиција људи који живе у овом селу и тиме су се бавили од давнина. Ратарство је последњих година доживело праву експанзију, модернизацијом машина, трактора, комбајна, прикључних уређаја, довело је до тога да је број људи који је потребан за обраду земље драстично смањен на у односу на претходне деценије. Данас најрентабилнија биљна култура је кукуруз, тако можемо приметити да и људи у овом селу највише пажње посвећују баш овој биљној култури. Највећи број породица у селу обрађује између 15 и 100 јутара земље, што им обезбеђује уз пропратне пољопривредне зараде нижи средњи и средњи стандард, док је мали број породица које обрађује између 200 и 1500 јутара земље, што им обезбеђује веома пристојан живот.

## Просторни изглед и делови насеља
Тип насеља обзиром на груписаност је ушорено. Површина насеља 1,71 km², дужина 1,60 km, а ширина 0,67 км

## Саобраћајна повезаност у односу на општински центар
Назив општинског центра је Алибунар, са удаљеношћу од 18 км асфалтног пута, који је изграђен 1965. године. Укупан број становника је 2015.
У насељу постоји аутобуско стајалиште, са 6 аутобуских веза дневно. Удаљеност најближе железничке станице је 18 км.
Број особа које свакодневно одлазе у општински центар је 40. Разлози свакодневног одласка је: радно место, школа, и неки остали разлози. Док, број особа које једном седмично одлазе у центар је 100, једном месечно 300, а једном до шест пута годишње 500.

## Земљиште, производња, опремљеност, остала привредна активност, стандард

### Структура катастарске општине у којој се село налази
Површина 3263-53-08 хектара. 3136 је плодно, а 126 неплодно. Обрадивост ораница и башта 2809 хектара, винограда 35 хектара и пашњака 292 хектара. Власничка структура обрадивих површина је иста као и пре 20 година, индивидуалног сектора је 2660 хектара, а друштвени сектор 476 хектара.
Број и величина пољопривредних газдинстава у селу износи, до 1 ha 27 газдинстава, од 1,1 до 3 ha 15 газдинстава, од 3,1 до 5 ha 10 газдинстава, од 5,1 до 8 ha има чак 100 газдинстава, од 8,1 до 10 ha 23 газдинстава и од 10 ha и више има 25 газдинстава.

### Пољопривредна производња-просечни приноси
Пољопривредне гране које су биле развијене пре 20 година су: ратарство и сточарство.
Пре 10 година, такође је било развијено ратарство и сточарство, док сада сем ратарства и сточарства, развија се виноградарство и повртарство.
- Просечни приноси пшенице у мтз:
  - пре 40 год. 3.5Т (ha);
  - пре 20 год. 4Т (ha);
  - пре 10 год. 5Т (ha);
  - а сада 6-7Т (ha).
- Просечни приноси кукуруза:
  - пре 40 год. 3.2Т (ha);
  - пре 20 год. 3.8Т (ha);
  - пре 10 год. 5.0Т (ha);
  - сада достиже и до 8Т (ha).
- Просечни приноси шећерне репе:
  - пре 40 год. 30Т (ha);
  - пре 20 год. 40Т (ha);
  - пре 10 год. 45Т (ha);
  - сада 60Т (ha).
- Просечни приноси соје:
  - пре 40 год. 0.8Т(ha);
  - пре 20 год. 1.5Т(ha);
  - пре 10 год. 2.2Т(ha);
  - сада 2.7Т(ha).
- Просечни приноси сунцокрета:
  - пре 40 год. 0.6Т(ha);
  - пре 20 год.1.0T(ha);
  - пре 10 год.1.4Т(ha);
  - сада 1.8Т(ha).

Сточни фонд у селу, преовлађују овце са бројем од 350 грла, затим краве 345 грла, свиње 156 грла, па козе 45, и на крају коњи само 7 грла.
Сва газдинства у селу користе сортно семе ( Pioneer, NS).
Такође сва газдинства користепестициде и хербициде (callisto, cambio, glifomark, motivell)
Племените пасмине најважнијих врста користе такође сва газдинства (veliki jorkšir, pietren, holstein-friesian govedo)
Вештачка ђубрива користе сва домаћинства (KAN, AN, UREA)
У селу се користи продаја само путем организованог откупа у друштвеном сектору.
Пет највећих пољопривредних произвођача у селу су:
1. Милан Диклић, површина газдинства 500(ha) и пољопривредна производња којом се бави је кукуруз.

1. Саша Ковачев, површина газдинства 500(ha), пољопривредна производња којом се бави је кукуруз, сунцокрет и пшеница.

1. Ставан Лалић, површина газдинства 220(ha), пољопривредна производња којом се бави је кукуруз, сунцокрет и пшеница и сточни фонд 40 говеда.

1. Златко Писаров, површина газдинства 150(ha), пољопривредна производња којом се бави је кукуруз, синцокрет и пшеница.

1. Зоран Лалић, површина газдинства 60(ha), пољопривредна производња којом се бави је кукуруз и пшеница. Сточни фонд је 55 говеда.

Пољопривредни производи по којима је село било познато:
Између два светска рата: кукуруз, шећерна репа, пшеница, сунцокрет.
пре 20 година: кукуруз, шећерна репа, пшеница, сунцокрет.
пре 10 година: кукуруз, соја, пшеница, сунцокрет.
сада: кукуруз, соја, пшеница, сунцокрет.

### Опремљеност газдинства, модернизација производње
Пољопривредне машине, оруђа, опрема, алатке и сл.
Трактор и тракторски плуг појавили су се 1948 год. у селу.
Тањирача и растуривач ђубрива 1972. год.
Култиватор 1976. год.
Сејачица и комбајн 1955. год.
Вршалица 1935. год.
Запрежна кола и дрвени плуг-ралица 1910. год.
Гвоздени плуг 1930. год.

### Купопродаја земље
Становници села од почетка 1970-80. год. продали су 5 хектара земље, од 1981-90. год. 20 хектара, од 1991-97. год. 80 хектара.
Становици села од почетка 1970-80. год ништа нису купили, од 1981-90. год. 15 хектара, од 1991-97. год. 75 хектара.
Становници села тренутно дају у закуп 1000 хектара. Док у закуп тренутно узимају 930 хектара. Власници земље који не живе на селу издају земљу у закуп, такође и повратници из градова и иностранства.
Пољопривредници у селу односе се према земљи тако што сматрају да земљу треба поштовати и волети јер без тога неће родити. Сеоска омладина настоје се запослити изван пољопривреде, али остали би у селу и задржали везе с родитељским газдинством.

### Привреда и друге активности
У селу постоји пољопривредна задруга ПП Нови Козјак АД- у стечају.
Број људи у селу који су у сталном односу је 12 у самом селу, изван села који путују сваки дан 15, изван села-долазе кући једном недељно и ређе 7.
Професионални састав становништва села:
Земљорадника има 300, службеника 10, радника 20, трговаца 10, интелектуалне професије 3, наставника 3.
У селу има 15 породица који примају сталну социјалну помоћ.

### Задруга
Назив задруге 'Задруга', само папиролошки постоји, не функционише, тренутно у спору.

### Остала индивидуална привредна активност у селу
Ковач је врста занатске делатности. У селу постоји само једна особа која ту занатску делатност обавља као главно занимање. Такође само једна особа ту делатност обавља као споредно занимање.
Занати који су постојали пре 50 и 20-30 година, а тренутно су изумрли јесу ковач, шустер, бомбонџија, содаџија.
Облици кућне радиности у селу пре 50 и 20-30 година, који су постојали, а сада изумрли су ткање, плетење, вез.
Тренутно постоји само један облик кућне радиности и њом се бави само једна особа, а то је израда сувенира.

## Институције и организације у селу и његовој близини
Српска православна школа је основана после 1817. године и звала се тривијална народна.
У селу постоји четворогодишња државна основна школа која је основана 1882. године.
Потпуна основна школа ради 1960-1976.године.
Православна црква фердинска је изграђена 1853. године.
Амбуланта са сталним лекаром и апотека отворене 1964. године.
Читаоница 1938-1991. године.
Пошта са аутоматском телефонском централом 1985. године. У 19. веку најближа пошта је била у Добрици.
Спортски терени, кафана.
У селу постоји водовод од 1970. године. А електрифицирано је 1961. године.
У последњих 20 година, саграђено је 6 стамбених зграда.
У селу постоје:
- спортска организација ФК Црвена звезда
- ловачко друштво Фазан

## Демографија
Према попису из 2002. било је 768 становника (према попису из 1991. било је 997 становника).
У насељу Нови Козјак живи 643 пунолетна становника, а просечна старост становништва износи 44,5 година (43,1 код мушкараца и 45,8 код жена). У насељу има 268 домаћинстава, а просечан број чланова по домаћинству је 2,87 (попис 2002).
Ово насеље је великим делом насељено Србима (према попису из 2002. године), а у последња три пописа, примећен је пад у броју становника.
|  |

| Демографија | Демографија | Демографија |
| Година      | Становника  | Становника  |
| ----------- | ----------- | ----------- |
| 1948.       | 1.441       |             |
| 1953.       | 1.415       |             |
| 1961.       | 1.428       |             |
| 1971.       | 1.281       |             |
| 1981.       | 1.170       |             |
| 1991.       | 997         | 990         |
| 2002.       | 768         | 795         |

| Етнички састав према попису из 2002.‍ | Етнички састав према попису из 2002.‍ | Етнички састав према попису из 2002.‍ | Етнички састав према попису из 2002.‍ | Етнички састав према попису из 2002.‍ |
| ------------------------------------ | ------------------------------------ | ------------------------------------ | ------------------------------------ | ------------------------------------ |
|                                      |                                      |                                      |                                      |                                      |
| Срби                                 | Срби                                 |                                      | 695                                  | 90,49%                               |
| Румуни                               | Румуни                               |                                      | 29                                   | 3,77%                                |
| Југословени                          | Југословени                          |                                      | 10                                   | 1,30%                                |
| Словаци                              | Словаци                              |                                      | 8                                    | 1,04%                                |
| Мађари                               | Мађари                               |                                      | 8                                    | 1,04%                                |
| Роми                                 | Роми                                 |                                      | 7                                    | 0,91%                                |
| Хрвати                               | Хрвати                               |                                      | 1                                    | 0,13%                                |
| Бошњаци                              | Бошњаци                              |                                      | 1                                    | 0,13%                                |
| непознато                            | непознато                            |                                      | 0                                    | 0,0%                                 |

| Година пописа     | 1948. | 1953. | 1961. | 1971. | 1981. | 1991. | 2002. |
| ----------------- | ----- | ----- | ----- | ----- | ----- | ----- | ----- |
| Број домаћинстава | 339   | 344   | 385   | 354   | 339   | 330   | 268   |

| Број чланова      | 1  | 2  | 3  | 4  | 5  | 6  | 7 | 8 | 9 | 10 и више | Просек |
| ----------------- | -- | -- | -- | -- | -- | -- | - | - | - | --------- | ------ |
| Број домаћинстава | 64 | 81 | 43 | 29 | 26 | 15 | 7 | 1 | 1 | 1         | 2,87   |

| Пол    | Укупно | Неожењен/Неудата | Ожењен/Удата | Удовац/Удовица | Разведен/Разведена | Непознато |
| ------ | ------ | ---------------- | ------------ | -------------- | ------------------ | --------- |
| Мушки  | 322    | 84               | 205          | 26             | 7                  | 0         |
| Женски | 342    | 42               | 203          | 90             | 7                  | 0         |
| УКУПНО | 664    | 126              | 408          | 116            | 14                 | 0         |

| Пол    | Укупно                    | Пољопривреда, лов и шумарство | Рибарство                            | Вађење руде и камена | Прерађивачка индустрија       |
| ------ | ------------------------- | ----------------------------- | ------------------------------------ | -------------------- | ----------------------------- |
| Мушки  | 194                       | 154                           | 0                                    | 0                    | 13                            |
| Женски | 104                       | 66                            | 0                                    | 0                    | 10                            |
| УКУПНО | 298                       | 220                           | 0                                    | 0                    | 23                            |
| Пол    | Производња и снабдевање   | Грађевинарство                | Трговина                             | Хотели и ресторани   | Саобраћај, складиштење и везе |
| Мушки  | 0                         | 8                             | 5                                    | 2                    | 6                             |
| Женски | 0                         | 1                             | 13                                   | 0                    | 3                             |
| УКУПНО | 0                         | 9                             | 18                                   | 2                    | 9                             |
| Пол    | Финансијско посредовање   | Некретнине                    | Државна управа и одбрана             | Образовање           | Здравствени и социјални рад   |
| Мушки  | 0                         | 0                             | 3                                    | 0                    | 1                             |
| Женски | 0                         | 0                             | 2                                    | 4                    | 5                             |
| УКУПНО | 0                         | 0                             | 5                                    | 4                    | 6                             |
| Пол    | Остале услужне активности | Приватна домаћинства          | Екстериторијалне организације и тела | Непознато            | Непознато                     |
| Мушки  | 1                         | 0                             | 0                                    | 1                    | 1                             |
| Женски | 0                         | 0                             | 0                                    | 0                    | 0                             |
| УКУПНО | 1                         | 0                             | 0                                    | 1                    | 1                             |